# Бжезе (Кемпінський повіт)
Бжезе (пол. Brzezie) — село в Польщі, у гміні Пежув Кемпінського повіту Великопольського воєводства.
У 1975-1998 роках село належало до Каліського воєводства.